# Creature del male
Creature del male (Night Monsters) è una raccolta di racconti horror dello scrittore statunitense Fritz Leiber. Fu pubblicata per la prima volta nel 1969 da Ace Books per il mercato statunitense, e venne significativamente revisionata per l'edizione britannica edita da Gollancz nel 1974. 
Una versione alterata della raccolta è stata pubblicata in italiano da Arnoldo Mondadori Editore in Oscar Horror 5 nel 1989.

## Struttura
La prima versione dell'antologia fu pubblicata nel 1969 negli Stati Uniti da Ace Books, entro la collana Ace Double – una linea editoriale di cui ogni uscita era un tomo doppio di due testi diversi; nello specifico si trattò di un'uscita monografica dedicata a Leiber, che associava a Creature del Male il romanzo Il verde millennio. In questa edizione la raccolta comprendeva tre racconti apparsi sulla rivista Fantastic e un quarto testo composto in origine per un'antologia miscellanea.
Nel 1974 la raccolta fu riproposta in volume autonomo da Gollancz nel Regno Unito e per l'occasione venne significativamente modificata: uno dei tre testi provenienti da Fantastic fu espunto e furono aggiunti quattro racconti già apparsi in Galaxy, The Magazine of Fantasy and Science Fiction, Fantastic e un'ulteriore antologia miscellanea. Il secondo di questi nuovi testi appartiene al ciclo della Guerra del Cambio ed era già apparso nella raccolta tematica The Mind Spiders and Other Stories (Ace Books, 1961), mentre gli ultimi due racconti sarebbero poi confluiti nella ristampa nordamericana del volume Neri araldi della notte (Berkley Books, 1978).
La traduzione italiana dell'antologia fu condotta sull'edizione Gollancz e tagliò i due racconti "Il mostro di Cleveland" ("The Creature from Cleveland Depths") e "Un frammento del mondo delle tenebre" ("A Bit of the Dark World"), probabilmente perché l'uno era stato recentemente pubblicato da Longanesi nella raccolta personale di Leiber Siamo tutti soli (1978) e il secondo era stato appena tradotto da Mondadori stessa nell'antologia miscellanea Racconti fantastici del '900. Volume secondo (1987); il curatore e traduttore Giuseppe Lippi decise quindi di sostituirli con due testi di composizione recente e ancora inediti in italiano, oltre a corredare l'antologia di un profilo biografico e bibliografico dell'autore composto di suo pugno.

## Contenuti
I sette racconti vengono elencati secondo l'edizione Gollancz; i primi tre testi erano già presenti nell'edizione Ace Books del 1969, gli ultimi due sarebbero riconfluiti nell'edizione Berkley Books di Neri Araldi della Notte (1978). Per ogni testo si indica anche la prima edizione.
I due testi tagliati dalla traduzione Mondadori sono indicati con i titoli delle rispettive prime edizioni in lingua italiana.
- "Il gondoliere nero" ("The Black Gondolier"), nell'antologia Over the Edge, a cura di August Derleth, Arkham House, 1964.
- "Mezzanotte nel mondo degli specchi" ("Midnight in the Mirror World"), Fantastic Stories of Imagination ottobre 1964.
- "Sto cercando Jeff" ("I'm Looking for "Jeff""), Fantastic autunno 1952.[1]
- "Il mostro di Cleveland" ("The Creature from Cleveland Depths"), Galaxy Magazine dicembre 1962.[2]
- "Il veterano" ("The Oldest Soldier"), The Magazine of Fantasy and Science Fiction maggio 1960. Episodio della Guerra del Cambio.[3]
- "La ragazza dagli occhi famelici" ("The Girl with the Hungry Eyes"), nell'antologia The Girl with the Hungry Eyes, and Other Stories, Avon Publishing Co., 1949.
- "Un frammento del mondo delle tenebre" ("A Bit of the Dark World"), Fantastic Stories of Imagination febbraio 1962.[4]

Si danno di seguito i riferimenti dei due racconti inclusi nella traduzione italiana in luogo de "Il mostro di Cleveland" e "Un frammento del mondo delle tenebre"; essi furono collocati dopo "La ragazza dagli occhi famelici":
- "Ali nere" ("Dark Wings"), nell'antologia Superhorror, a cura di Ramsey Campbell, W. H. Allen, 1976.
- "La luce fantasma" ("The Ghost Light"), nella raccolta Luce fantasma (The Ghost Light), Berkley Books, 1984.

Infine, si danno i dati bibliografici del racconto presente nell'edizione Ace Books (in cui era l'ultimo dei quattro) e scartato da quella Gollancz:
- "Il demone del cofanetto" ("The Casket-Demon"), Fantastic Stories of Imagination aprile 1963.[5]